# Абрютково
Абрютково — село в Єгор'євському районі Московської області Росії. Входить в муніципальне утворення «міське поселення Єгор'євськ». Населення на 2004 рік становило 7 чол. Розташоване на річці Любловка.

## Історія
Згадується з 1763 року у складі Крутинської волості Коломенського повіту — набагато пізніше сусідніх сіл. У той час в Абрютковому жило 30 чоловіків і 28 жінок. 1771 року тепер уже село Абрютково належало Д. І. Арсеньєву, І. І. Кучерявому і М. А. Норову. У 15 дворах мешкало 36 чоловіків і 31 жінка. Угіддя сільця становили 218 десятин ріллі, 3 десятини луків і 274 десятини лісу. У Абрютковому стояв панський двір з плодовим садом. Власники швидко змінювалися: до 1782 р. ними були полковник Ф. Ф. Савостьянов та вдова майорша П. Л. Норова. Після скасування кріпосного права село увійшло в Бережковську волость. У селян (29 чоловіків, 29 жінок) в 1869 р. була 61 десятина землі та всього 5 коней. У 1885 р. в Абрюткове помічений шинок та фарбувальна заклад. 17 чоловіків і 4 жінки йшли працювати на фабрики. Після Жовтневого переворту — у складі Лаптевської сільради. Спільно з с. Акатова включений в колгосп ім Тельмана. Останнім часом продовжується сильний спад населення.